# Bindi Irwin
Bindi Sue Irwin (Buderim, 24 luglio 1998) è un'attrice e personaggio televisivo australiana.
Figlia del naturalista e divulgatore scientifico televisivo Steve Irwin, noto come Crocodile Hunter, e della naturalista e scrittrice Terri Irwin, possiede anche la cittadinanza statunitense.

## Filmografia

### Cinema
- Missione coccodrillo (The Crocodile Hunter: Collision Course), regia di John Stainton (2002)
- Free Willy - La grande fuga (Free Willy: Escape from Pirate's Cove), regia di Will Geiger (2010)
- Ritorno all'isola di Nim (Return to Nim's Island), regia di Brendan Maher (2013)

## Televisione
- Bindi the Jungle Girl – programma TV, 18 puntate (2007-2008)
- La mia babysitter è un vampiro (My Babysitter's a Vampire) - serie TV, 1 episodio (2012)
- Il campo avventura di Bindi (Bindi's Bootcamp) – programma TV, 5 puntate (2012)
- Dancing with the Stars – programma TV, 13 puntate (2015)